# Sargento Getúlio (filme)
Sargento Getúlio é um filme brasileiro de 1983, do gênero drama, dirigido por Hermano Penna.
O roteiro é baseado no livro homônimo de João Ubaldo Ribeiro e foi escrito pelo próprio Hermano Penna, por Flávio Porto e pelo autor João Ubaldo Ribeiro.[carece de fontes?]
Em novembro de 2015 o filme entrou na lista feita pela Associação Brasileira de Críticos de Cinema (Abraccine) dos 100 melhores filmes brasileiros de todos os tempos.

## Sinopse
O filme conta a história de Getúlio, um rude sargento que tem a missão de levar um prisioneiro, que é inimigo político de seu chefe de Paulo Afonso a Aracaju. No meio do caminho, em virtude de uma mudança no panorama político, o sargento recebe a ordem para soltar o prisioneiro, mas devido a seu temperamento avesso às mudanças, ele decide terminar a missão que lhe foi confiada, mesmo que tenha de matar para completá-la.

## Elenco[2]
- Lima Duarte .... Getúlio
- Orlando Vieira .... Amaro
- Fernando Bezerra .... Prisioneiro
- Flávio Porto .... Padre
- Antônio Leite .... Tenente
- Ignês Maciel Santos .... Luzinete
- Amaral Cavalcanti .... Elevaldo
- Otávio Sales Fillho .... Nestor
- Marieta Fontes .... Ozonira
- Márcia de Lima .... Filha de Nestor
- Ethel Muniz .... Emissário
- Carlos Rocha .... Emissário

## Produção
O filme foi rodado em 1978 em 16 mm, e só em 1982 o diretor conseguiu apoio da Embrafilme para ampliá-lo para 35 mm e melhorar seu acabamento. O orçamento foi de 85 mil dólares.[carece de fontes?]

## Principais prêmios e indicações
Festival de Gramado 1983
- Recebeu os prêmios de melhor ator (Lima Duarte), melhor ator coadjuvante (Orlando Vieira), melhor som direto, melhor filme, Grande Prêmio da Crítica, Grande Prêmio da Imprensa e o Prêmio do Júri Oficial.

Festival de Havana 1983 (Cuba)
- Venceu na categoria de melhor ator (Lima Duarte).

Festival de Moscou 1983 (Rússia)
- Indicado na categoria de melhor filme.

Troféu APCA 1984
- Venceu nas categorias de melhor filme e melhor ator (Lima Duarte)[carece de fontes?]